# Rajd polski
Rajd polski – działanie rajdowe przeprowadzone przez Partyzanckie Zgrupowanie Obwodu Sumskiego (od 23 lutego 1 Ukraińska Dywizja Partyzancka im. Kowpaka) z terenów północno-zachodniego Wołynia do centralnej Polski (Puszcza Solska, Lasy Janowskie, Lasy Sieniawskie) pod dowództwem podpułkownika Petra Werszyhory.

## Historia
Zgodnie z rozkazem Ukraińskiego Sztabu Ruchu Partyzanckiego celem rajdu trwającego od 5 stycznia do 17 kwietnia 1944 była dywersja i sabotaż na tyłach wojsk niemieckich oraz niszczenie linii komunikacyjnych i zaopatrzeniowych – miało to pomóc Armii Czerwonej w kolejnych ofensywach na tym odcinku frontu wschodniego II wojny światowej. Oprócz walk z Niemcami „kowpakowcy” współpracowali z polską ludnością cywilną i partyzantami Armii Krajowej, Batalionów Chłopskich i Armii Ludowej w walkach z Ukraińską Powstańczą Armią. Oddział AK z powiatu Biłgoraj, dowodzony przez ppor. Edwarda Błaszczyka „Groma” uczestniczył w opanowaniu Tarnogrodu wspólnie z oddziałami 1 Ukraińskiej Dywizji Partyzanckiej im. Kowpaka, dowodzonymi przez Piotra Werszychorę, zabijając 11 hitlerowców. Oddział ten współpracował również z oddziałami radzieckimi Szangina, Kowalowa oraz grupą zwiadu frontowego kpt. Tima i od nich otrzymał broń.  
Oddział Werszyhory liczący 1350 partyzantów uzbrojony był w:
- 69 karabinów maszynowych,
- 311 pistoletów maszynowych,
- 17 karabinów przeciwpancernych,
- 3 granatniki,
- 1 armatę kalibru 76 mm i 4 armaty kalibru 45 mm.

Oddział przebył w sumie ponad 2100 kilometrów w wyniku czego:
- zdobył 9 miasteczek,
- stoczył 139 potyczek,
- wysadził 24 pociągi, 66 mostów i 1176 metrów torów kolejowych,
- zniszczył 75 czołgów i samochodów pancernych (28 w walce, resztę na platformach kolejowych), 196 samochodów, 5 samolotów oraz wiele armat, moździerzy, granatników i ciężkich karabinów maszynowych.

Podczas rajdu (według danych Wasyla Wojcechowycza) zlikwidowano 5160 Niemców a 600 wzięto do niewoli. Straty partyzantów to 163 poległych, 352 rannych i 107 zaginionych. 
Po odpoczynku na Polesiu „kowpakowcy” przeprowadzili rajd niemeński trwający od 22 czerwca do 15 lipca 1944, łącząc się tego dnia z oddziałami Armii Czerwonej nacierającymi na Niemców w ramach operacji „Bagration”.  